# Риккарди, Николас
Николас Риккарди (исп. Nicolás Riccardi; 17 марта 1911, Монтевидео — ?) — уругвайский футболист, игравший на позиции левого полузащитника. Выступал во второй половине 1930-х выступал в чемпионате Италии.

## Карьера
Риккарди начинал карьеру футболиста в уругвайском «Пеньяроле». Проведя четыре сезона в первенстве Уругвая, летом 1935 года он приехал в Италию и присоединился к «Палермо». Николас дебютировал в Серии А 22 сентября 1935 года в игре против «Ювентуса» (итоговый счёт — 0:0). В сезоне 1935/36 уругваец провёл в составе розово-чёрных 25 матчей, однако это не спасло сицилианскую команду от вылета в Серию Б. Несмотря на это, Риккарди остался в клубе на следующий сезон. Тогда «Палермо» не сумело вернуться в высший дивизион страны, поделив 7 место во второй по значимости лиге Италии с «Брешиа». В 1937 году уругвайский игрок покинул клуб и перешёл в «Наполи», которое также находилось в Серии Б. Отыграв в составе коллектива из Неаполя 53 матча за два сезона, в 1939 году Риккарди покинул Апеннинский полуостров и вернулся на родину.